# Anthurium codajasii
Anthurium codajasii là một loài thực vật có hoa trong họ Ráy (Araceae). Loài này được G.M.Barroso miêu tả khoa học đầu tiên năm 1957.